# Prince George (Schiff, 1896)
Die Prince George, auch HMS Prince George, war ein Einheitslinienschiff (Schlachtschiff) der Majestic-Klasse der britischen Marine das zwischen 1896 und 1920 in Dienst stand.

## Geschichte
Die Prince George benannt nach dem späteren König George V. wurde am 10. September 1894 in Portsmouth auf Kiel gelegt, am 22. August 1895 vom Stapel gelassen und am 26. November 1896 für den Einsatz in der Kanalflotte in Dienst gestellt. Am 26. Juni 1897 nahm sie an der Flottenschau in Spithead anlässlich des 60-jährigen Thronjubiläums von Königin Victoria teil. Am 17. Oktober 1903 wurde sie während eines nächtlichen Manövers vor Ferrol von der Hannibal gerammt und schwer beschädigt. Die Kollision riss ein großes Loch an Steuerbord mittschiffs und verursachte eine etwa 45 cm tiefe Delle am Schiffsrumpf. Sie war trotz überflutetem Achterschiff und einem Tiefgang von 10,36 in der Lage, Ferrol aus eigener Kraft zu erreichen. Nachdem sie in Ferrol notdürftig repariert worden war, lief sie am 24. Oktober nach Portsmouth, wo die restlichen Schäden behoben wurden. Nach dem Abschluss der Arbeiten schloss sie sich wieder der Kanal-Flotte an. Im Juli 1904 kehrte sie nochmals nach Portsmouth zurück, wo sie ausgemustert und überholt wurde. Während dieser Zeit wurde die Kanal-Flotte im Rahmen der Flottenumstrukturierung vom 1. Januar 1905 in Atlantic Fleet umbenannt, sodass sie bei ihrer wieder Indienststellung am 14. Februar 1905 Teil dieser neuen Flotte wurde. Am 3. März 1905 kollidierte sie vor Gibraltar mit dem deutschen Geschützten Kreuzer Friedrich Karl, erlitt aber keine ernsthaften Schäden. Am 17. Juli 1905 wurde sie der neu etablierten Kanal-Flotte zugeteilt. Am 4. März wurde sie in Portsmouth ausgemustert und einen Tag später für den Einsatz als Flaggschiff in der Portsmouth Division der neuen Home Fleet in Dienst gestellt. Am 5. Dezember kollidierte sie mit dem geschützten Kreuzer Shannon und erlitt dabei Schäden an ihrer Rumpfpanzerung und ihren Bootdavits.

### Erster Weltkrieg
Mit dem Beginn des Krieges wurde die Prince George zum 7. Schlachtgeschwader der Kanalflotte vor Portland abkommandiert, um die britischen Expeditionskorps bei ihrer Überfahrt nach Frankreich zu schützen.

#### Dardanellen
Am 1. Februar 1915 wurde das Schiff in die Dardanellen beordert, wo es am Beschuss der Befestigungen am Eingang der Dardanellen und am Hauptangriff am 18. März teilnahm. Am 3. Mai wurde das Schiff bei Beschuss türkischer Batterien von einer 152-mm-Granate unterhalb der Wasserlinie getroffen und kehrte zur Reparatur nach Malta zurück. Am 12. und 13. Juli unterstützte sie die französischen Truppen auf Krithia und Achi Baba. Am 18. und 19. Dezember sicherte sie die Evakuierung der alliierten Truppen aus der Suvla-Bucht und am 8. und 9. Januar 1916 die Evakuierung von West Beach. Am 9. Januar wurde sie vor Kap Helles von einem Torpedo getroffen, der jedoch nicht explodierte.

### Anschließend Aktivitäten
Die Prince George verließ Ende Februar das Mittelmeer mit Kurs Richtung England und wurde nach ihrer Ankunft im März in Chatham ausgemustert. Von März 1916 bis Mai 1918 wurde sie als Unterkunftsschiff genutzt, im August in Victorious II umbenannt und anschließend bis September zu einem Depotschiff umgerüstet. Im Oktober 1918 wurde sie nach Scapa Flow versetzt, wo sie zusammen mit ihrem Schwesterschiff Victorious als Reparaturschiff eingesetzt wurde. Im März 1919 wurde sie dann nach Sheerness verlegt, wo sie erneut als Depotschiff diente. Am 21. Februar 1920 wurde die Prince George von der Marineliste gestrichen und am 22. September 1921 an J. Cohen & Sons zum Abwracken verkauft.

## Technik

### Schiffsmaße
Die Prince George hatte eine Länge von 128 m, eine Breite von 23 m und einen Tiefgang von 8,20 m. Sie verdrängte zwischen 15.220 t und 17.882 t. Das Schiff hatte einen Freibord von 7,60 m vorn, 5,26 m mittschiffs und 5,64 m achtern. Der Rumpf bestand aus 78 wasserdichten Abteilungen. Das Schiff hatte einen doppelten Boden und war mit zwei Masten ausgestattet. Die Besatzung bestand aus 672 Offizieren und Mannschaften.

### Antrieb
Der Antrieb bestand aus zwei Dreizylinder-Verbunddampfmaschinen, die jeweils eine Welle antrieben und insgesamt 10.000 Shp (7.500 kW) entwickelten, mit denen das Schiff eine Höchstgeschwindigkeit von 16 Knoten (30 km/h) erreichte. Der Dampf wurde von acht Großwasserraumkesseln geliefert. Das Schiff konnte maximal 1.930 t Kohle oder 508 t Heizöl mitführen, was ihm bei 10 Knoten (19 km/h) eine Reichweite von 7000 Seemeilen (12964 km) ermöglichte.

### Bewaffnung
Die Hauptbewaffnung bestand aus vier 305-mm-Hinterladerkanonen in zwei Geschütztürmen, einer vorn und einer achtern. Die Geschütze waren auf 187 t schweren Lafetten mit einem Seitenrichtbereich von −150 bis +150 Grad montiert. Die Kanonen selbst wogen 47 t und hatten bei einer maximalen Elevation von 13,5° und einer Mündungsgeschwindigkeit von 716 m/s eine Reichweite von 13.590 m. Sie verschossen 386 kg schwere Granaten mit einer Kadenz von etwa zwei Schuss pro Minute. Die Sekundärbewaffnung bestand aus zwölf 152-mm-Geschützen. Sie waren in Kasematten in zwei Geschützdecks mittschiffs untergebracht. Die Geschütze waren auf Lafetten mit einem Seitenrichtbereich von +30 bis +150 Grad montiert. Die Kanonen selbst wogen 2,2 t und hatten bei einer maximalen Elevation von 20° und einer Mündungsgeschwindigkeit von 544 m/s eine Reichweite von 9.050 m. Sie verschossen 20,4 kg schwere Granaten mit einer Kadenz von etwa fünf bis sechs Schuss pro Minute. Außerdem trug sie sechzehn 76-mm- und zwölf 47-mm-Schnellfeuergeschütze zur Verteidigung gegen Torpedoboote. Darüber hinaus war sie mit fünf 457-mm-Torpedorohren ausgestattet, von denen vier auf der Breitseite im Schiffsrumpf eingelassen waren und das fünfte sich in einer auf dem Deck montierten Abschussvorrichtung am Heck befand.

### Panzerung
Der Panzergürtel bestand aus 229 mm Harvey-Stahl. Er erstreckte sich über eine Länge von 67 m entlang des Rumpfes und bedeckte die Seite des Schiffes bis 1,68 m oberhalb und 2,90 m unterhalb der Wasserlinie. Der Gürtel war über die Barbetten durch ein 356 mm dickes Querschott vorn und ein 304 mm dickes Schott achtern verbunden. Das gepanzerte Deck, das sich zum Bug und zum Heck hin auf 64 mm reduzierte, war in der Mitte 76 mm dick und hatte 102 mm dicke, abgeschrägte Seiten, die an die Unterkante der Gürtelpanzerung anschlossen. Diese Anordnung sorgte dafür, dass jede Granate, die den Gürtel durchschlug, auch das Deck durchdringen musste, bevor sie die Hauptteile des Schiffes erreichen konnte. Die Barbetten waren oberhalb des gepanzerten Decks mit 355 mm starker Panzerung geschützt und unterhalb mit 178 mm. Die Geschütztürme der 305-mm-Geschütze waren an der Front 254 mm und an den Seiten 140 mm dick. Auf der Rückseite hatte die Panzerung 100 mm und auf dem Dach eine Stärke von 50 mm. Die Kasematten der 152-mm-Geschütze waren an der Front 152 mm und an den Seiten 50 mm stark. Das hintere Torpedorohr war mit einem 152 mm dicken Mantel abgedeckt. Der vordere Kommandoturm war vorne und an den Seiten mit 355 mm und auf der Rückseite mit 254-mm-Panzerplatten geschützt. Der hintere Kommandoturm war rundherum mit 76 mm Panzerung versehen.